# Вал ди Ранко (Римини)
Вал ди Ранко је насеље у Италији у округу Римини, региону Емилија-Ромања.
Према процени из 2011. у насељу је живело 31 становника. Насеље се налази на надморској висини од 239 м.